# Нойдорф (Кёнигсварта)
Но́йдорф или Но́ва-Вес (нем. Neudorf; в.-луж. Nowa Wjes) — деревня в Верхней Лужице, Германия. Входит в состав коммуны Кёнигсварта района Баутцен в земле Саксония. Подчиняется административному округу Дрезден.

## География
Находится восточнее административного центра коммуны деревни Кёнигсварта на автомобильной дороге S 101. На востоке располагается деревня Йеньшецы.

## История
Впервые упоминается в 1350 году под наименованием das neue dorff.
С 1936 года входит в современную коммуну Кёнигсварта.
В настоящее время деревня входит в состав культурно-территориальной автономии «Лужицкая поселенческая область», на территории которой действуют законодательные акты земель Саксонии и Бранденбурга, содействующие сохранению лужицких языков и культуры лужичан.
Исторические немецкие наименования
- mit dem neuen dorff, 1350
- Neudorff, 1732
- Neudorf b. Königswartha, 1875

## Население
Официальным языком в населённом пункте, помимо немецкого, является также верхнелужицкий язык.
Согласно статистическому сочинению «Dodawki k statisticy a etnografiji łužickich Serbow» Арношта Муки в 1884 году в деревне проживало 92 человека (из них — 90 серболужичан (99 %)).
| 1834 | 1871 | 1890 | 1910 | 1925 |
| ---- | ---- | ---- | ---- | ---- |
| 76   | 98   | 89   | 82   | 92   |